# Lisa Lane
Lisa Lane, właśc. Marianne Elizabeth Lane (ur. 25 kwietnia 1933 w Filadelfii, zm. 28 lutego 2024 w Nowym Jorku) – amerykańska szachistka, mistrzyni międzynarodowa od 1959 roku.

## Kariera szachowa
Grę w szachy poznała w relatywnie późnym wieku, 19 lat. Już dwa lata później osiągnęła pierwszy znaczący sukces, zdobywając w 1959 tytuł indywidualnej mistrzyni Stanów Zjednoczonych. Ponieważ był to zarazem turniej strefowy (eliminacja mistrzostw świata), zdobyła jednocześnie awans do rozegranego w 1961 we Vrnjačkiej Banji turnieju pretendentek, w którym zajęła XIV miejsce (wynik ten oficjalnie odpowiadał wówczas XV lokacie na świecie). Na przełomie 1961 i 1962 wystartowała w jednym z rezerwowych turniejów festiwalu w Hastings. W pierwszych trzech rundach zdobyła 1 punkt, a następnie wycofała się z rywalizacji podając oryginalne wytłumaczenia: tęsknotę za domem oraz stan zakochania. W 1964 po raz drugi w karierze uczestniczyła w turnieju pretendentek, zajmując w Suchumi XII miejsce (co odpowiadało wówczas XIII miejscu na świecie). W 1966 zwyciężyła (wspólnie z Giselą Gresser) w finale mistrzostw Stanów Zjednoczonych oraz jedyny raz w karierze wystąpiła w narodowej drużynie podczas rozegranej w Oberhausen szachowej olimpiady, na której amerykańskie szachistki zajęły X miejsce. W tym samym roku zakończyła szachową karierę. 
Dokonania Lisy Lane spotkały się z pozytywnymi, na swój sposób, ocenami jedynego amerykańskiego szachowego mistrza świata, Bobby Fischera, który ogólnie mając złe zdanie o szachowych umiejętnościach kobiet, powiedział o niej: „To są wszystko ryby. Lisa, można by rzec, jest najlepszą amerykańską rybą”.